# Военный переворот в Зимбабве (2017)
Военный переворот в Зимбабве произошёл с 14 на 15 ноября 2017 года в результате вмешательства Сил обороны Зимбабве под командованием генерала Константино Чивенги в конфликт между президентом Робертом Мугабе и первым вице-президентом Эммерсоном Мнангагвой. Результатом переворота стали смещение Мугабе с поста председателя правящей партии и его добровольная отставка с должности президента страны. Его преемником стал Мнангагва, ответственный за репрессии при режиме Мугабе, в связи с чем переход к демократическому правлению оценивается критиками как затруднительный.

## Контекст
В первую неделю октября 2017 года значительно усилилась борьба за власть между первым вице-президентом Эммерсоном Мнангагвой и первой леди Грейс Мугабе, двумя главными претендентами на роль наследника Роберта Мугабе в качестве президента Зимбабве. Мнангагва, ставленник Мугабе и его союзник со времен войны за независимость 1960-х годов, заявил о своём отравлении во время политического митинга в августе 2017 года, после чего он был вынужден эвакуироваться по воздуху в больницу в ЮАР для лечения. При этом Мнангагва особо отметил свою верность правящей партии «Зимбабвийский африканский национальный союз — Патриотический фронт» (ЗАНС-ПФ) и президенту Мугабе, назвав ложью слухи, распространяемые его сторонниками о том, что Грейс Мугабе организовала отравление с помощью мороженого, приготовленного на принадлежащей ей молочной ферме. Мнангагва, известный под прозвищем «Крокодил», возглавляет одноимённую фракцию «крокодилов», а Грейс Мугабе — G40, которые начали бороться за контроль над партией в преддверии президентских выборов 2018 года. К этому времени 93-летний Мугабе находился у власти уже около 40 лет, в связи с чем Грейс Мугабе говорила, что даже его «труп в качестве кандидата» победит на выборах.
Фелекезела Мфоко, второй вице-президент Зимбабве, подверг Мнангагву критике, заявив, что его комментарии об августовском инциденте направлены на ослабление страны, власти президента и раскол в партии, поскольку врачи пришли к выводу, что отравление было вызвано испорченными продуктами. 6 октября 2017 года Грейс Мугабе выступая в Хараре вышла за рамки запланированной речи о правах и возможностях молодёжи, заявив, что её сторонники постоянно получают угрозы, что если Мнангагве не сменит Мугабе, они будут убиты и что фракция, поддерживающая вице-президента, готовит государственный переворот. Также она публично отвергла свою причастность к отравлению и риторически вопрошала: «С какой стати мне его убивать? Я — жена президента. Кто такой Мнангагва, кто он?».
На митинге 4 ноября президент Мугабе впервые публично раскритиковал Мнангагву, тогда как первая леди назвала его «подстрекателем переворота» и «трусом». 6 ноября Мугабе отправил Мнангагву в отставку с должности вице-президента. В заявлении министра информации Саймона Хая-Мойо отмечалось, что Мнангагва «последовательно и настойчиво демонстрировал признаки нелояльности, неуважения, лживости и ненадёжности». После этого Мнангагва бежал из страны, пообещав однако вернуться и призвав членов ЗАНС-ПФ отстранить президента, сказав в своём заявлении в адрес Мугабе, что партия «не является личной собственностью вас и вашей жены, чтобы делать то, что вам угодно». Между тем, более сотни предполагаемых сторонников Мнангагва подверглись дисциплинарным санкциям со стороны сторонников Грейс Мугабе.
Увольнение Мнангагвы в сущности оставило Грейс Мугабе в качестве единственного претендента в наследники Роберта Мугабе. Мнангагва был одним из последних политических союзников Мугабе с момента обретения независимости в 1980 году, располагая поддержкой нескольких генералов зимбабвийской армии, публично заявлявших, что страной должен управлять только ветеран освободительной войны, в число которых Грейс Мугабе не входит. Хотя власть Мугабе опирается на военную элиту, в последние несколько лет он систематически смещал старых ветеранов с важных партийных постов и ставил на их место более молодых чиновников, не имевших военного опыта. Этот шаг был достаточно рискованным, так как Грейс Мугабе стала противоречивой фигурой в Зимбабве и была не в состоянии заручиться большой поддержкой со стороны партийцев-ветеранов.
13 ноября командующий Силами обороны Зимбабве генерал Константино Чивенга созвал пресс-конференцию, на которой зачитал заявление, в котором назвал последние события «предательскими махинациями», заявив, что военные «вмешаются, не колеблясь» в сложившуюся ситуацию для защиты зимбабвийской революции и если чистка партийных рядов от ветеранов освободительной войны не прекратится. Чивенга призвал зимбабвийцев реализовать свои демократические права и принять участие в партийном съезде в декабре 2017 года, чтобы изгнать «контрреволюционеров». Он также отметил, что внутрипартийная борьба и чистки привели к «страданиям, трепету и унынию» в условиях экономического кризиса, из-за которого «в стране в течение последних пяти лет не видно никакого значимого прогресса». Чивенга произносил речь, сидя среди девяти высокопоставленных офицеров, представляющих главные части Национальной армии и символизировавших армейское единство. Поначалу заявление транслировалось государственной Вещательной корпорацией Зимбабве, но затем было снято с эфира.

## События

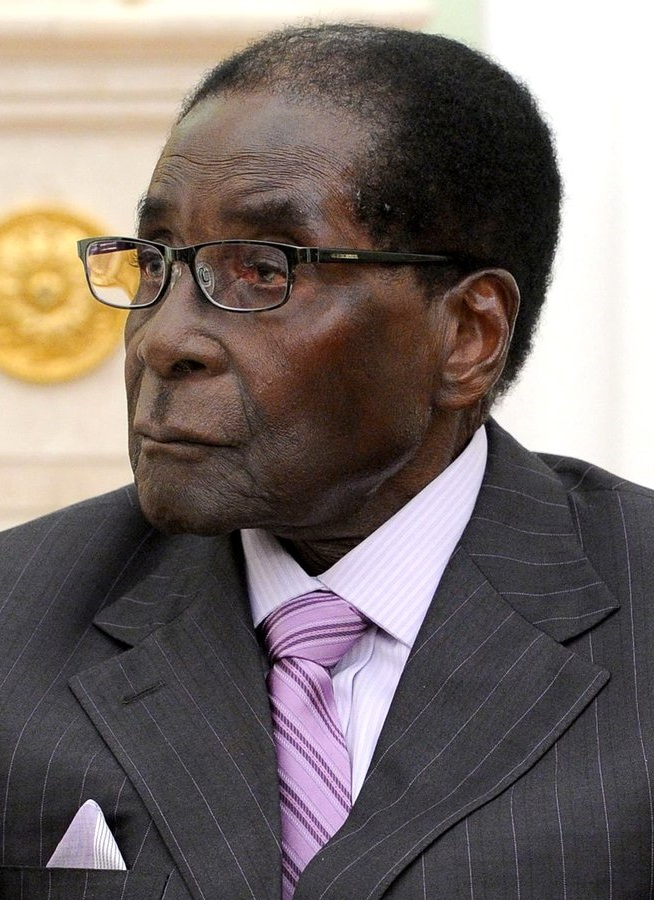
93-летний Роберт Мугабе, который управлял Зимбабве с 1980 года

14 ноября военные бронированные машины были замечены на подъездах к Хараре, столице Зимбабве, а затем проехали конвоями по городу. В тот же день Кудзанай Чипанга, лидер молодёжной лиги правящей партии и союзник Грейс Мугабе, заявил, что вместе с товарищами «готов умереть», но попытаться помешать армии отстранить Мугабе и поставить нового президента, и что, если генералы недовольны правлением Мугабе, то они должны уйти в отставку и стать политиками. Днём Мугабе присутствовал на еженедельном заседании кабинета министров Зимбабве, после которого ранним вечером Саймон Хая-Мойо обвинил военачальника генерала Чивенгу в измене и подстрекательстве к восстанию. В тот вечер солдаты взяли под свой контроль здание Вещательной корпорации Зимбабве, сообщив её работникам, что поводов для беспокойства нет, а армия просто их защищает. По словам военных, причиной таких действий стал отказ в трансляции заявления Чивенги.
В 5 часов утра 15 ноября начальник штаба армии и соратник Чивенги генерал-майор Сибусисо Мойо выступил от имени Сил обороны Зимбабве в эфире Вещательной корпорации. Мойо заявил, что происходящее не является военным переворотом, а президент находится в безопасности, так как целью военных являются «преступники», окружившие Мугабе и ответственные за социально-экономические проблемы страны, и что после их отстранения ситуация «вернется к нормальной жизни». Он объявил об отмене всех военных увольнительных, заявив, что все солдаты должны вернуться в свои казармы, органы безопасности должны «сотрудничать на благо нашей страны» и что «любая провокация будет встречена соответствующим ответом». Мойо также сказал о гарантиях независимости судебной власти, предупредив граждан Зимбабве о том, что они должны сохранять спокойствие и избегать лишних передвижений. После выступления Мойо военные арестовали Игнасиуса Чомбо, министра финансов Зимбабве и лидера партийной фракции G40. По некоторым данным, задержаны были и другие члены кабинета, в том числе министр высшего образования Джонатан Мойо и министр местного самоуправления Савиор Касукувере. Утром того же дня жители Хараре услышали стрельбу и артиллерийские выстрелы в северных пригородах столицы, где живут многие правительственные чиновники, в том числе президент. По некоторым данным, продолжительная стрельба раздавалась у дома Мугабе в пригороде Борроудейл, а вблизи главного кампуса университета Зимбабве произошёл взрыв. Солдаты заблокировали доступ к парламенту Зимбабве, правительственным зданиям, зданиям судов и официальной резиденции президента в Хараре. Президент ЮАР Джейкоб Зума переговорив по телефону с Мугабе, рассказал, что последний находится в безопасности, но под домашним арестом. По неподтверждённой информации Грейс Мугабе могла сбежать в Намибию, что опровергается властями этой страны, и возможно, она находится под арестом вместе с мужем.
В тот же день генеральный секретарь Зимбабвийской ассоциации ветеранов национально-освободительной войны Виктор Матемаданда публично призвал к отставке Мугабе, заявив, что действия военных стали благом для страны, а председатель Крис Муцвангва похвалил их за «бескровную коррекцию» режима, давшую начало возвращению к «подлинной демократии». Вещательная корпорация Зимбабве прервала все свои передачи для трансляции заявления Кудзаная Чипанги, в котором он извинился перед военными за свои прежние слова, особо отметив, что делает это без принуждения. Начали распространяться слухи о том, что Мнангагва вернулся в Зимбабве из изгнания, чтобы возглавить правительство, а между его союзниками и оппозиционными партиями начались переговоры о формировании временного правительства. Тем временем, в Хараре вернулся главный критик Мугабе, оппозиционер и бывший премьер-министр Зимбабве Морган Цвангираи, лечившийся от рака в Великобритании и Южной Африке. В своей первой речи на родине он сказал, что «в интересах народа Зимбабве г-н Роберт Мугабе должен немедленно уйти в отставку», после чего дожны быть проведены «честные, свободные и справедливые выборы». Свои переговоры с военными начали и члены южноафриканского правительства, а также католический священник Фиделис Муконори, на которых, по некоторым данным, Мугабе отказался отдать власть. 16 ноября Мугабе неожиданно выехал из-под ареста, прибыв в здание правительства на переговоры с Чивенгой, на которых также присутствовали министр обороны ЮАР Носививе Маписа-Нкакула и министр государственной безопасности ЮАР Бонгани Бонго, отец Муконори, министр обороны Зимбабве Сидней Секерамайи и министр государственной безопасности Зимбабве Кембо Мохади.
На следующий день, 17 ноября, Мугабе впервые с момента вступления войск в Хараре появился на публике, поприсутствовав в академической мантии на ежегодной выпускной церемонии Открытого университета Зимбабве, канцлером которого он же и является: под аплодисменты президент объявил о начале вручения дипломов, после чего, как показалось журналистам, заснул. Тем временем, военные через государственные СМИ Зимбабве сообщили о продолжении переговоров и достижении «значительного прогресса в работе по отсеиванию преступников из окружения президента Мугабе». По словам Криса Муцвангвы, Мугабе обратился к военным с просьбой сохранить ему власть «ещё несколько дней, несколько месяцев». В это же время, по некоторым данным, в ЗАНС-ПФ начал прорабатываться вопрос о вынесении Мугабе импичмента в случае если он добровольно не уйдёт в отставку. Между тем, делегаты 10 региональных отделений партии проголосовали за то, чтобы Мугабе ушёл в отставку с поста президента и председателя партии. В тот же день состоялась пресс-конференция лидеров ветеранской ассоциации, на которой Муцвангва призвал «всех зимбабвийцев» выйти на улицы, отметив, что полиция и военные не будут арестовывать демонстрантов, а «игра закончилась. Всё сделано, всё кончено… Генералы проделали фантастическую работу»
18 ноября улицы Хараре заполнили бесчисленные ликующие и восторженные толпы — десятки тысяч человек с национальными флагами и плакатами, содержащими призывы в поддержку действий военных и требования отставки Мугабе — они танцевали, пели и обнимали солдат. В какой-то момент протестующие двинулись в сторону резиденции президента, откуда под свист и улюлюканье успел выехать кортеж, в котором по данным журналистских источников в службе безопасности президента, Мугабе не было. Как в то же время отметил племянник президента Патрик Зуаво, Мугабе вместе с женой «готовы умереть за то, что считают правильным».

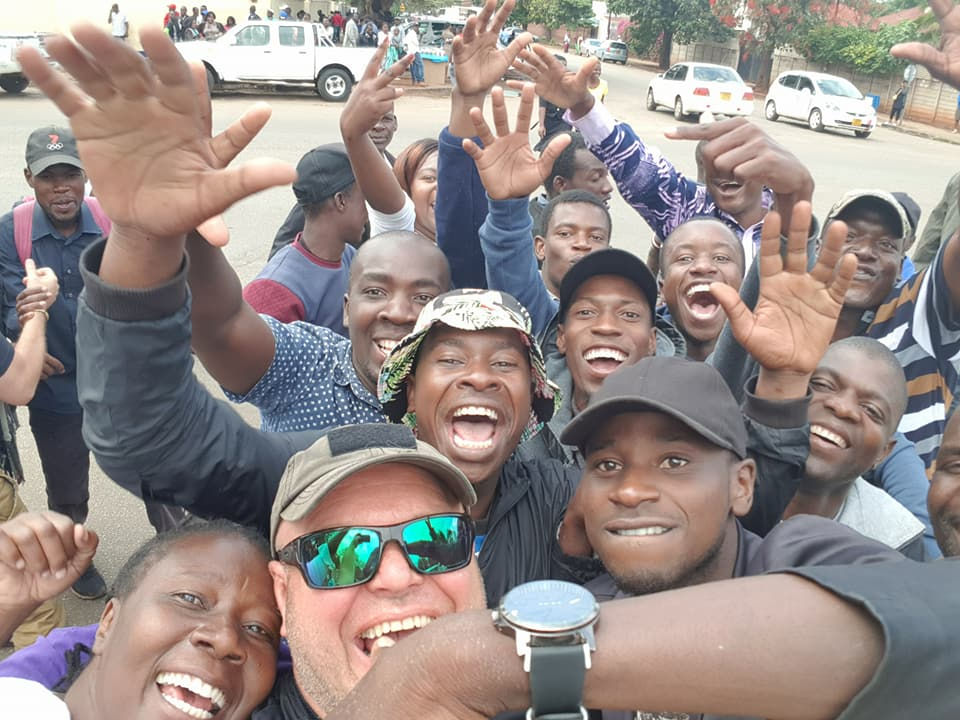
Жители Хараре празднуют отставку Мугабе, 19 ноября 2017 года

После фактически бесполезного второго раунда переговоров, 19 ноября около 200 членов Центрального комитета ЗАНС-ПФ на экстренном заседании под председательством Оберта Мпофу подавляющим большинством голосов отстранили Роберта Мугабе с поста председателя партии. Также они пожизненно исключили Грейс Мугабе из партийных рядов. После этого новым председателем партии был избран Эммерсон Мнангагва, окончательное оформление полномочий которого пройдёт на декабрьском специальном партийном конгрессе. Затем под всеобщее ликование с аплодисментами, танцами и песнопениями Крис Муцвангва провозгласил — «Президент ушел. Да здравствует новый президент», посоветовав Мугабе добровольно уйти в отставку во избежание новых протестов. По некоторым данным, Мугабе в ответ на эти действия объявил голодовку. На пресс-конференции по итогам партийного заседания министр кибербезопасности Патрик Чинамаса призвал Мугабе уйти в отставку до полудня 20 ноября, иначе, как заявили в парламенте Зимбабве, 21 ноября будет запущен процесс импичмента.
Вечером 19 ноября, после встречи в доме правительства при посредничестве отца Муконори с военными, в том числе с генералом Константином Чивенгой, маршалом авиации Перенсом Шири и бригадным генералом Хэппитоном Боньонгве, Мугабе выступил по национальному телевидению с 20-минутным обращением к нации. В нём, читая с листа и запинаясь, он признал обоснованность критики со стороны народа и армии, в том числе по поводу экономических проблем, отметив, что отстранение с поста председателя партии не подвергает сомнению его статус главы государства и правительства. Мугабе также пообещал председательствовать на декабрьском партийном конгрессе, после чего выразил благодарность всем присутствующим и пожелал спокойной ночи, отказавшись, таким образом, уходить в отставку. Обращение вызвало шок и удивление как в мире, так и в Зимбабве. Крис Муцвангва заявил, что Мугабе остался «слепым или глухим к тому, что сказала ему его партия», а Морган Цвангираи заметил, что был «озадачен» произошедшим: «Я просто ошарашен. И не только я, то же самое чувствует вся страна. Он играет в какие-то игры. Он подвёл всю страну». Парламентский организатор ЗАНС-ПФ Лавмор Матуке отметил, что выступление Мугабе стало «сюрпризом», однако в ближайшее время по плану начнётся процедура импичмента, для которого потребуется две трети голосов в обеих палатах парламента. По некоторым данным, Мугабе, в конце концов, согласился уйти в отставку в обмен на полный иммунитет для себя и своей жены. В тот же день Чивенга выступил с телевизионным обращением, в котором заявил, что Мнангагва вскоре вернётся в Зимбабве и проведёт переговоры с Мугабе, согласившимся с проектом «дорожной карты» по выходу из сложившегося тупика, и что военный переворот, получивший название «Операция „Восстановление наследия“», идёт по плану. Тем временем, по словам Саймона Хая-Мойо, на состоявшемся заседании Центрального комитета партии проект импичмента был одобрен большинством депутатов от ЗАНС-ПФ.
21 ноября депутаты обеих палат парламента Зимбабве, Палаты собрания и Сената, собрались для рассмотрения вопроса импичмента президенту Мугабе. Однако, здание парламента оказалось слишком маленьким для совместного заседания, и все депутаты перешли в соседний конференц-центр, окружённый толпами зимбабвийцев. Законопроект об импичменте, подготовленный Моникой Муцвангвой, внесённый её мужем Крисом Муцвангвой и поддержанный как правящей партией, так и оппозицией в лице депутата от Движения за демократические перемены Джеймса Маридади, заключался в том, что Мугабе стал «источником нестабильности» в государстве и позволил своей жене «узурпировать конституционную власть», а также является слишком старым для эффективного исполнения своих обязанностей. Во время начавшихся слушаний спикер парламента Джейкоб Муденда внезапно зачитал поступившее к нему письмо Мугабе «с немедленным вступлением в силу» добровольной отставки с поста президента страны ради «благосостояния народа Зимбабве и необходимости мирной передачи власти». Так подошли к концу 8-дневный политический кризис и 37-летнее правление Мугабе, что было встречено ликованием и танцами как со стороны присутствующих депутатов, так и жителей Хараре. После этого представитель ЗАНС-ПФ Саймон Хая-Мойо сказал, что Мугабе «так много сделал для освобождения Зимбабве, а затем как премьер-министр и президент после обретения независимости. Он заслуживает отдыха, и я считаю, что каждый зимбабвиец согласен с этой позицией». Несмотря на то, что в письме Мугабе ничего не было написано о преемнике, представители ЗАНС-ПФ заявили, что в ближайшие 24 часа после возвращения в Зимбабве Мнангагва будет приведён к присяге и временно займёт должность президента на ближайшие 90 дней или до выборов в сентябре 2018 года. Тем не менее, согласно конституции Зимбабве, исполняющим обязанности президента в тот же день стал второй вице-президент Фелекезела Мфоко, который двумя днями ранее был исключён из правящей партии вместе с несколькими министрами кабинета.
22 ноября спикер парламента Джейкоб Муденда на пресс-конференции сообщил о том, что правящая партия номинировала Мнангагву на пост президента и его инаугурация пройдёт 24 ноября. Днём Мнангагва прибыл из южноафриканского Йоханнесбурга на военную авиабазу в Хараре и отправился прямо в штаб-квартиру ЗАНС-ПФ, где в окружении нескольких сотен сторонников провозгласил «начало новой и разворачивающейся демократии». В Движении за демократические перемены, главной оппозиционной партии Зимбабве, призвали Мнагагву не «имитировать и тиражировать злой, коррумпированный, упадочный и некомпетентный режим Мугабе» и демонтировать все столпы 40-летней диктатуры, чтобы дать начало «новой и освежающей эпохе политической толерантности и социально-экономического преобразования и возрождения». Тем временем, по данным журналистских источников, Мугабе вместе с женой получил иммунитет от судебного преследования и будет в безопасности доживать свою жизнь в родной стране. Также Мугабе и его семье будет выплачено 10 миллионов долларов в качестве отступных, а до конца жизни он будет получать 150 тысяч долларов президентской зарплаты, помимо того, что будет пользоваться всем необходимым за государственный счёт и сохранит за собой владение всеми бизнес-активами. По словам племянника Мугабе, Лео Мугабе, бывший президент вскоре займётся сельским хозяйством, тогда как Грейс будет бороться за создание университета имени Мугабе.

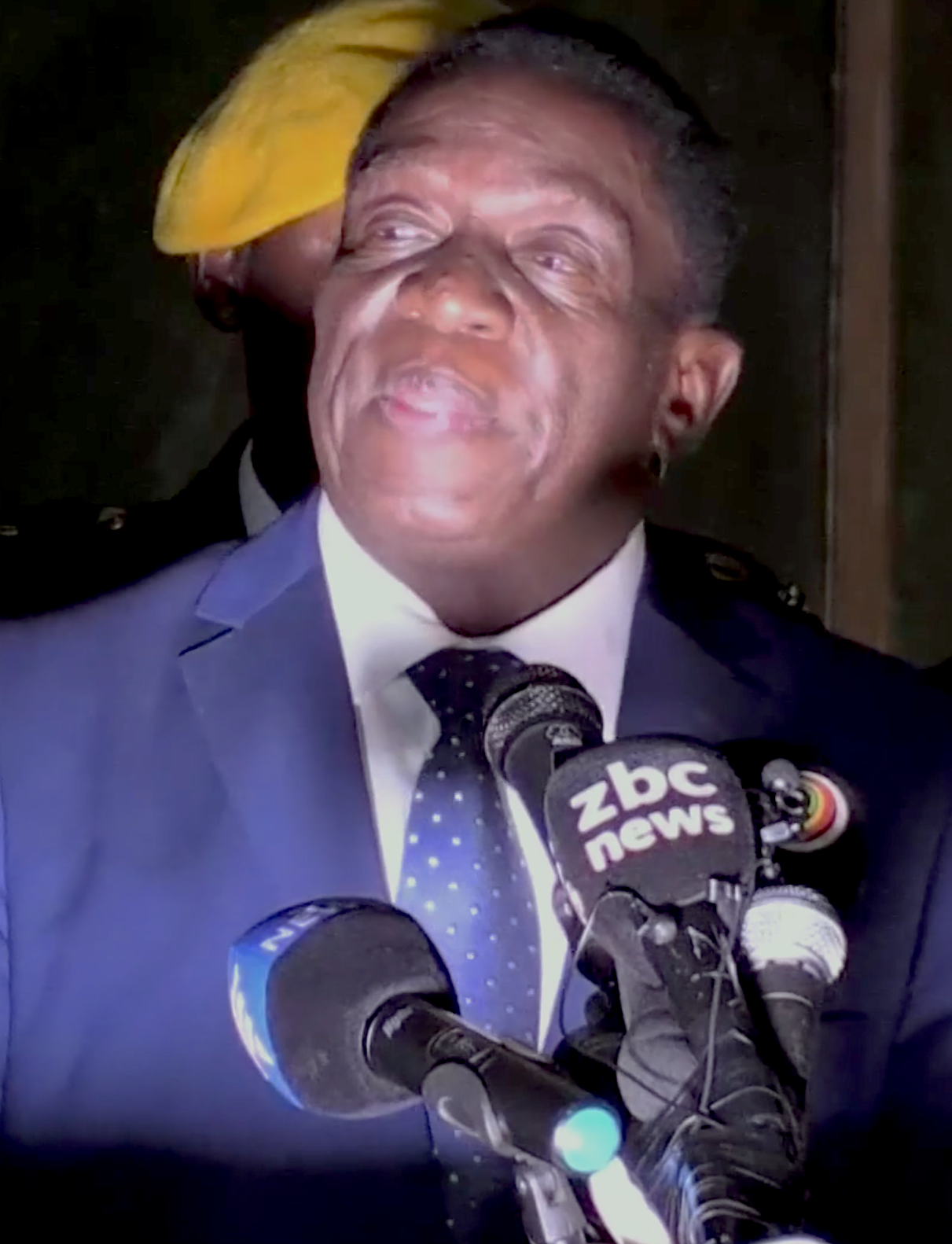
Мнангагва на инаугурации в ноябре 2017 года

24 ноября Мнангагва принёс президентскую присягу на библии перед главным судьей Верховного суда Зимбабве Люком Малабой на Национальном спортивном стадионе в Хараре, заполненном тысячами зимбабвийцев. На церемонии не было самого Мугабе, по официальной причине — «из-за усталости», но присутствовали бывший вице-президент Зимбабве Джойс Муджуру, бывший премьер-министр Зимбабве Морган Цвангираи, бывший вице-премьер-министр Зимбабве Артур Мутамбара, вице-президент Намибии Никей Иямбо, бывшие президенты Намибии Сэм Нуйома и Хификепунье Похамба, президент Мозамбика Филипе Ньюси, действующий и бывшие президенты Замбии Эдгар Лунгу, Кеннет Каунда и Рупия Банда, президент Ботсваны Ян Кхама. В верности новому президенту поклялось высшее руководство силовых ведомств, в том числе Чивенга, хотя протест против этого публично выразил генеральный комиссар полиции Зимбабве Августин Чихури. После принесения присяги и возложения на себя президентской перевязи Мнангагва произнёс инаугурационную речь, в которой сказал, что Мугабе «остаётся отцом, наставником, товарищем по оружию и лидером», однако отметил, что в прошлом были «ошибки», после чего обязался решить все земельные вопросы, провести будущие президентские выборы 2018 года по графику, привлечь иностранные инвестиции, возобновить отношения с Содружеством наций, обратившись с призывом к другим странам «пересмотреть свои политические и экономические санкции» в отношении Зимбабве. В тот же день президент Мнангагва постановил отмечать 21 февраля, день рождения Мугабе, как государственный праздник — «Национальный день молодёжи имени Роберта Габриэля Мугабе».
25 ноября Верховный суд Зимбабве в лице судьи Джорджа Чивеше постановил, что «действия Сил обороны Зимбабве, направленные на прекращение узурпации окружением бывшего президента Роберта Мугабе, являются конституционными», признав также незаконным и аннулировав смещение Мнангагвы с поста вице-президента.